# Mumble
Mumble är ett fritt VoIP-program baserat på öppen källkod. Programmets primära målgrupp är datorspelare, och programmet är snarlikt exempelvis Teamspeak och Ventrilo. Mumble använder sig av en klient–server-arkitektur. Senare versioner av programmet har lagt till en massa inställningar för avancerade användare.

## Positional audio
Något som dock gör att Mumble skiljer sig från övriga liknande program är en funktion kallad "positional audio" (positionerat ljud), som innebär att en spelare kan höra de andra spelarnas röster på varierande sätt beroende på deras spelkaraktärers inbördes positioner i spelet. Spelkaraktärernas inbördes positioner påverkar ljuddynamiken baserat på riktning och volymen varierar beroende på avståndet mellan spelkaraktärerna. Till exempel kommer rösten från en annan spelare vars spelkaraktär står till höger om den lyssnande spelarens karaktär att komma från höger, och volymen kommer att variera beroende på avståndet mellan deras spelkaraktärer.

## Versionshistorik
- Sedan version 1.1 av programmet är all kommunikation via Mumble krypterad.
- Sedan version 1.1.7 har Mumble dessutom stöd för tangentbordet Logitech G15s LCD display.

Man kan även ladda hem utvecklarversioner av Mumble som uppdateras ständigt.

## Server
Det finns en alternativ, minimalistisk servermjukvara kallad uMurmur. Denna är främst ämnad att köra på inbyggda system med begränsade resurser, såsom en Router avsedd för hemnätverk med OpenWRT installerat.